# Melilla flygplats
Melilla flygplats (spanska: Aeropuerto de Melilla) är en flygplats i Spanien.   Den ligger i exklaven Melilla i Nordafrika. Flygplatsen ligger 47 meter över havet.
Den har kapacitet att flytta upp till 500 000 passagerare och det årliga genomsnittliga antalet passagerare är cirka 400 000.
Dessa är följande avstånd som anges för banan på 1 433 m av dess huvuden 15 och 33:
| Beteckning | TORA (m) | ASDA (m) | TODA (m) | LDA (m) |
| ---------- | -------- | -------- | -------- | ------- |
| 15         | 1 433    | 1 433    | 1 433    | 1 198   |
| 33         | 1 371    | 1 371    | 1 371    | 1 371   |

TORA= Startkörning tillgänglig 
ASDA= Tillgängligt stoppaccelerationsavstånd
TODA= Startsträcka tillgänglig
LDA = Tillgänglig landningsdistans
Flygplatsen ändras till kategori 3C den 23 februari 2023 efter tillkännagivandet av Aena som tillåter drift av jetflygplan som CRJ-200, Embraer 170, Embraer 195-E2, Bae 146, Airbus A220, Airbus A318, Airbus A319, Airbus A320, Airbus A320neo och Boeing 737, alla straffade i nyttolast (passagerare och bagage) och avstånd från vilket de skulle anlända. Det är nödvändigt att förlänga landningsbanan med 270 m., mot söder och ytterligare 350 m., användbar norrut så att dessa jetplan kan fungera utan straff.
Den geopolitiska situationen i staden innebär att inflygningen av flygplanet måste göras "på ett krökt sätt", för att inte invadera marockanskt luftrum och därmed svårigheten att installera ILS-systemet av vägledning i en rak linje som fungerar på de flesta flygplatser i världen. De nuvarande radiohjälpmedlen (VOR/DME och NDB) finns på Melilla mark, men de hindrar inte staden från att stängas av under dagar med låga moln på 700/800 fot. En offset locator eller RNAV (satellit) Approach System skulle tillåta flygplatsoperationer med ogynnsamma väderförhållanden.
Melilla flygplats ligger, trots sin låga trafik, intill den marockanska gränsen och eftersom det inte finns någon överenskommelse med Marocko måste flygplan utföra svåra manövrar under starter och landningar för att undvika att komma in i luftrummet från Marocko. Trots det finns det ingen anledning till oro eftersom det hittills inte har varit några problem relaterade till det.

## Timmar
Flygtiderna är mellan 8:00 och 18:30 på vintern och mellan 7:45 och 20:30 på sommaren.

## Klimat
Melillas klimat är ett medelhavsklimat av Csa-typ enligt Köppen klimatklassificering, även om det under perioden 1981-2010 ligger nära gränsen mellan halvtorra och icke-halvtorra klimat. Det är ett tempererat klimat, med vindar från väst och öst, även vindar från Sahara ibland. Den genomsnittliga årliga temperaturen är runt 19 °C. Vintrarna är milda med en medeltemperatur på drygt 13 °C i januari och somrarna är varma med en medeltemperatur på 26 °C i augusti. I augusti, sommarens varmaste månad, är det genomsnittliga maximumet något under 30 °C, men det lägsta är över 22 °C. Den årliga nederbörden är något under 400 mm. De mest intensiva regnet är koncentrerade till vinter-, vår- och höstmånaderna, medan sommaren är en mycket torr säsong, med ett genomsnitt i juli som knappt når siffran 1 mm nederbörd. De årliga soltimmarna är mycket höga, cirka 2600 timmar.

## Historik

### 1900-talet

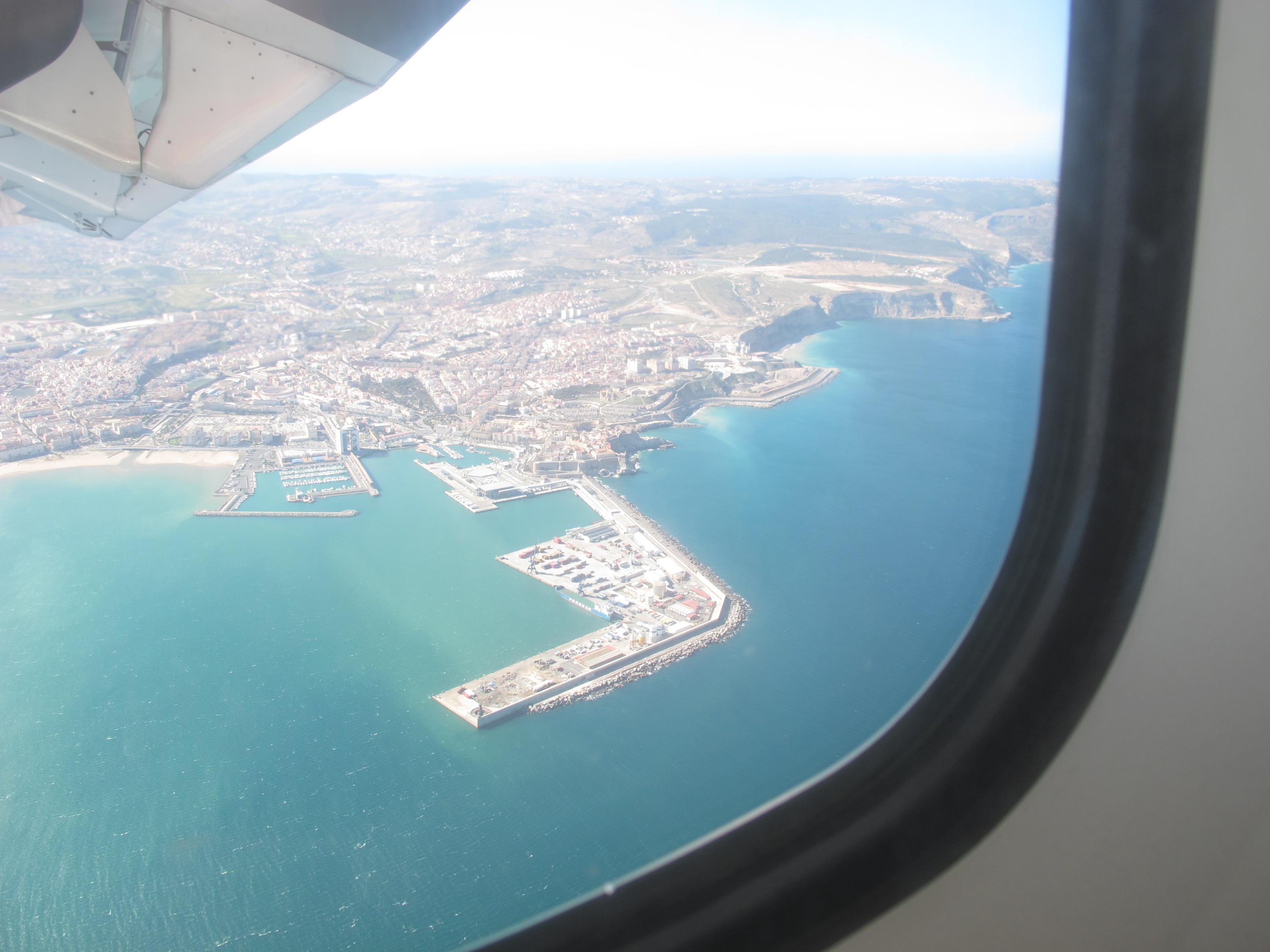
Aterrizando en Melilla

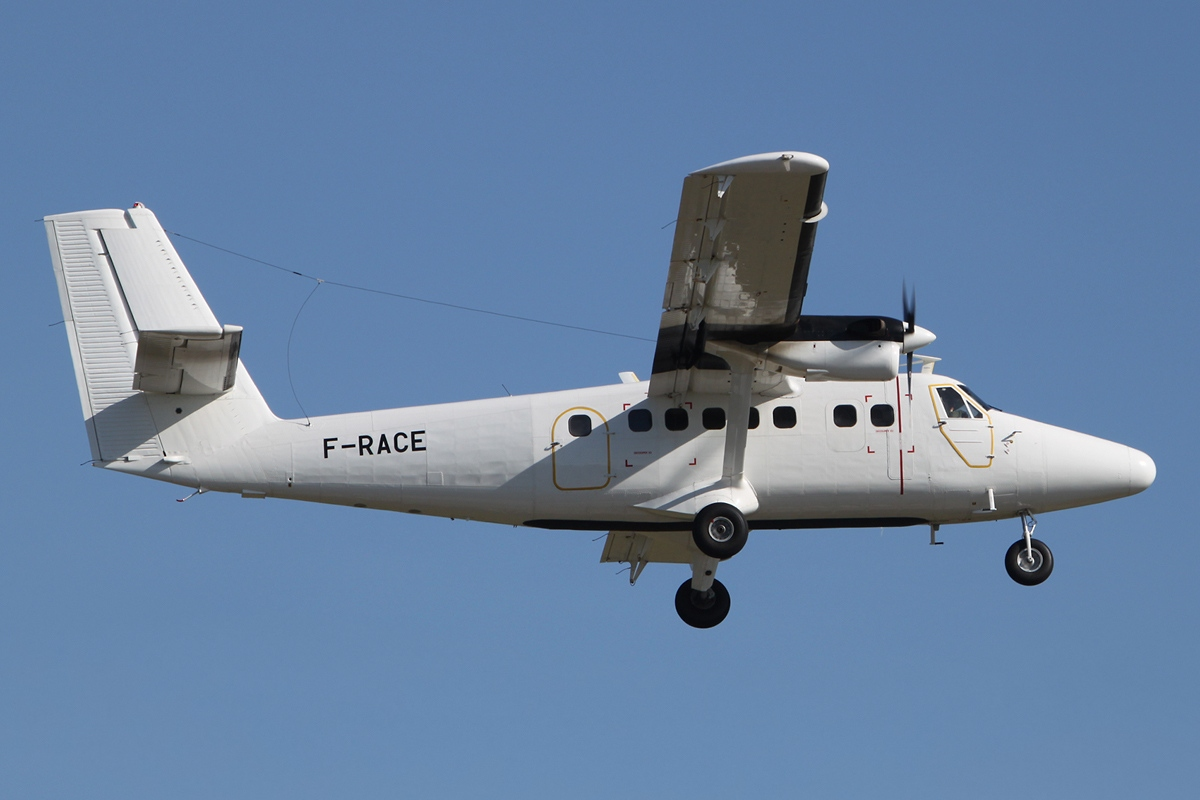
Spantax De Havilland Canada DHC-6-300 Twin Otter conectaba Melilla con Málaga y Almería en los años 70

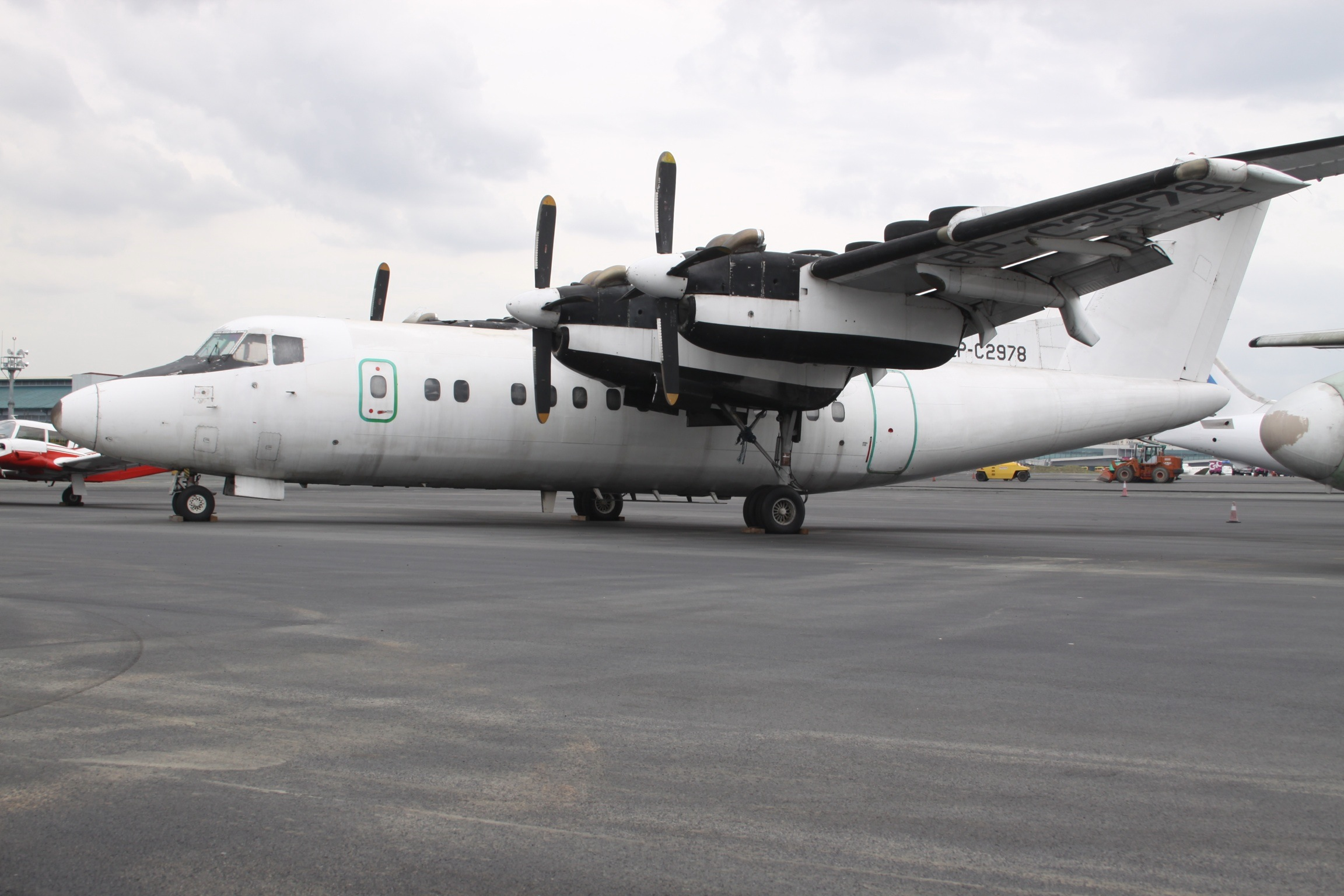
Spantax De Havilland Canada DHC-7 conectaba Melilla con Málaga y Almería en los años 70

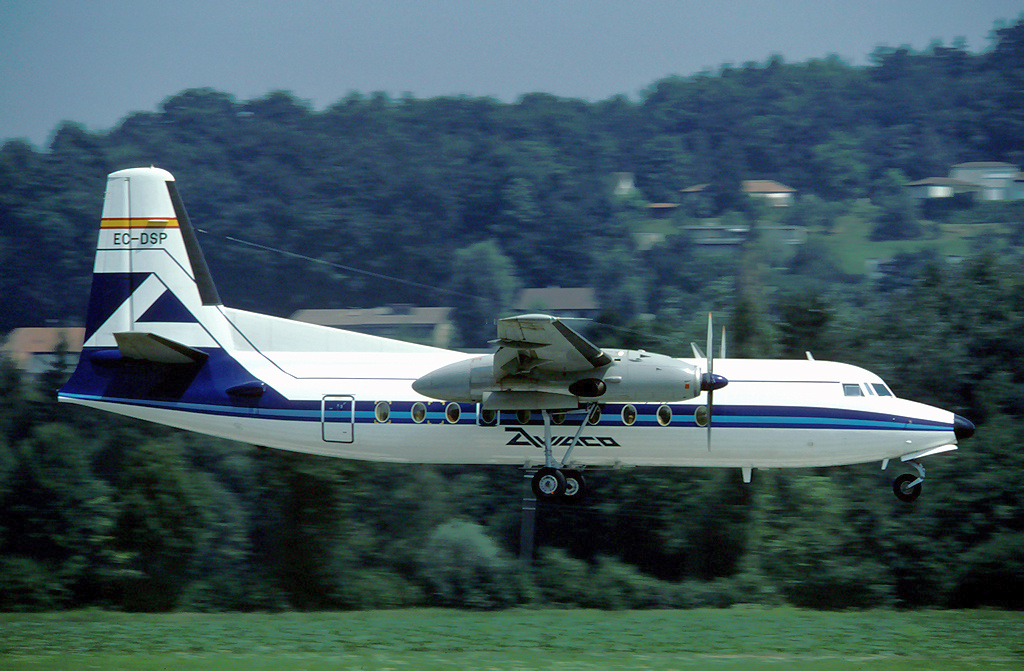
Aviaco Fokker 27 conectaba Melilla con Málaga y Almería en los años 80

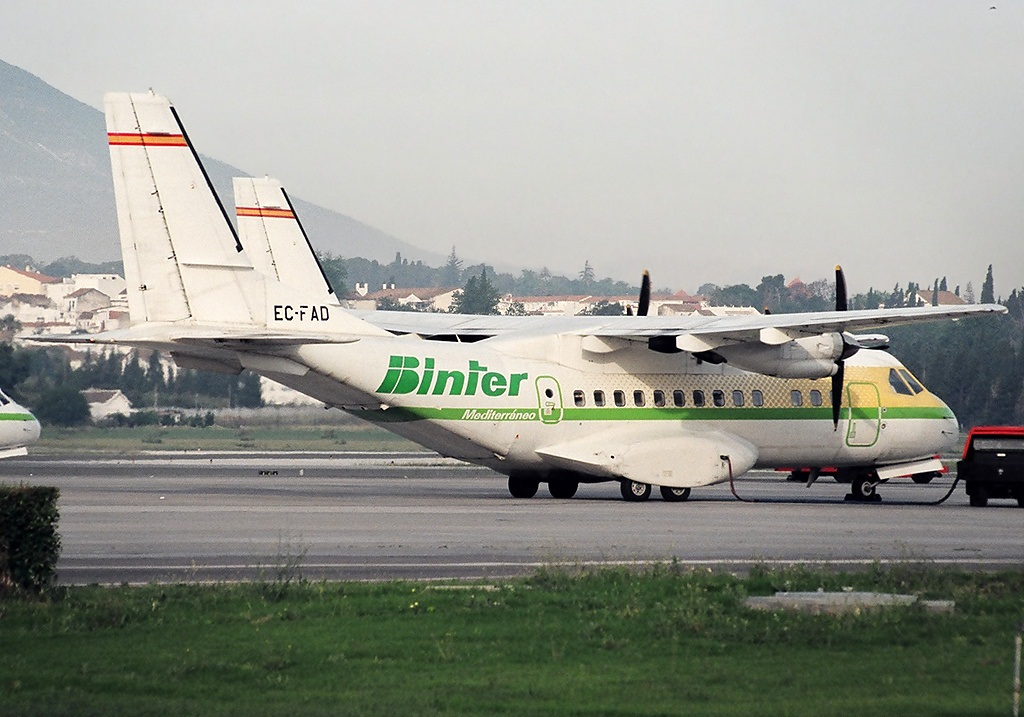
Binter Mediterráneo CASA CN-235-100 conectaba Melilla con Málaga, Almería, Valencia y Madrid en los años 90

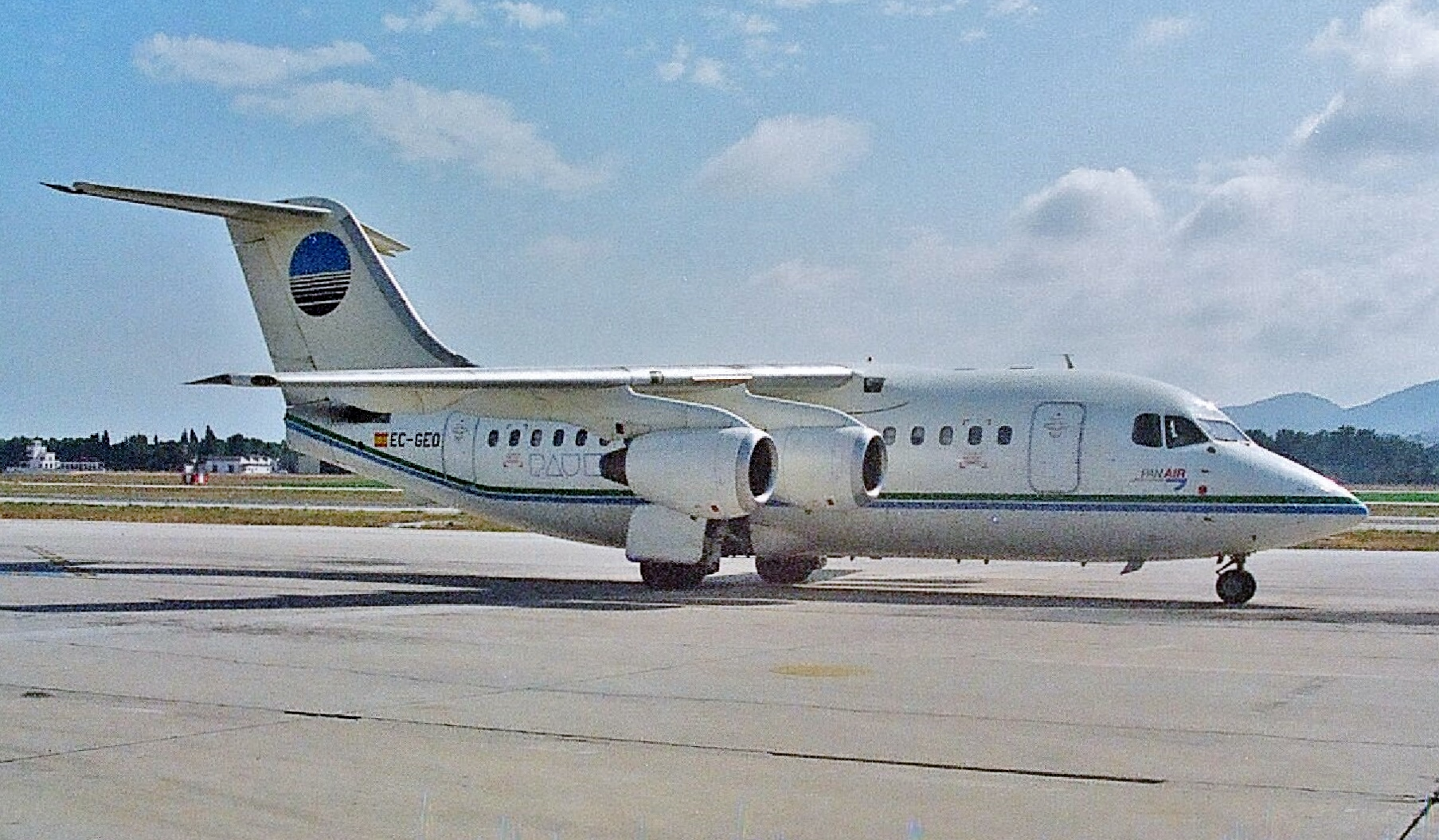
PauknAir BAe 146 conectaba Melilla con Málaga, Madrid, Almería, Barcelona, Palma de Mallorca Santiago de Compostela y Santander a finales de los años 90

Flygplatsen invigdes den 31 juli 1969 av flygministern, José Lacalle Larraga, för att definitivt ersätta Tauima-flygplatsen, en stad som ligger i det gamla spanska protektoratet i Marocko. Från början var det en bana 730 meter lång och 45 meter bred.
Han började operera på den, Spantax med en De Havilland Canada DHC-6 Twin Otter, och senare, med en De Havilland Canada DHC-7.
Under 1980 ersattes Spantax av Aviaco, ett dotterbolag till Iberia L.A.E. vid den tiden, som skulle använda en Fokker F27.
1992 skulle Binter Mediterráneo gå in, också ett dotterbolag till Iberia, som verkade med CN-235, och som senare ersatte Aviaco. Den förband staden Melilla med: Málaga, Almería, Valencia och, under sitt sista år, med Madrid.
1995 tog PauknAir i tjänst, som verkade med BAe 146, och som bröt Iberias monopol på verksamheten från Melilla. Det lyckades förbinda staden med 7 nationella flygplatser: Málaga, Madrid, Almería, Barcelona, Palma de Mallorca och det var första gången som det kopplade ihop staden Melilla med Santiago de Compostela och Santander. Detta flygbolag skulle upphöra med sin verksamhet 1998.

### 2000-talet

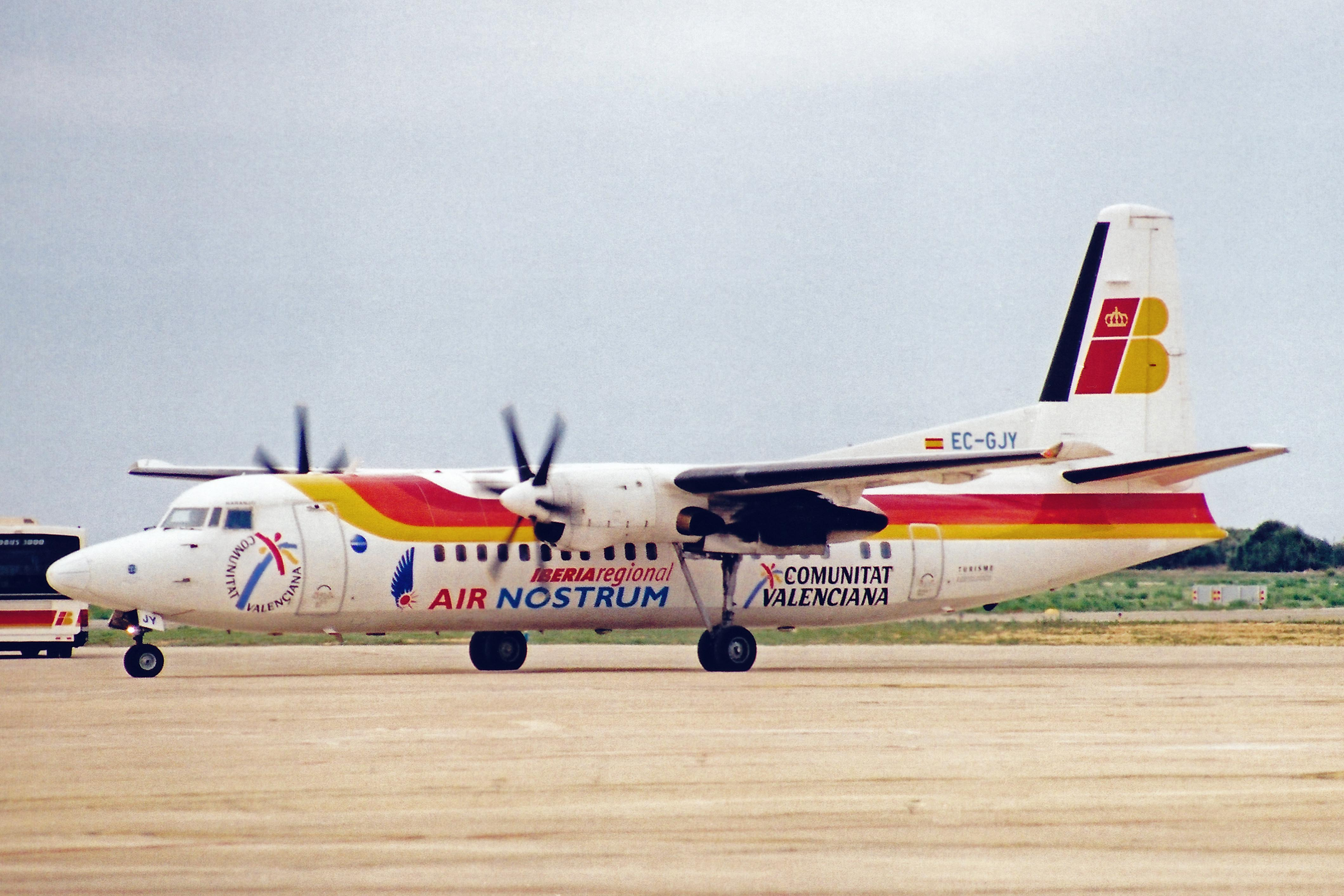
Air Nostrum Fokker 50 conectaba Melilla con Málaga, Almería, Valencia y Madrid a comienzos del año 2000

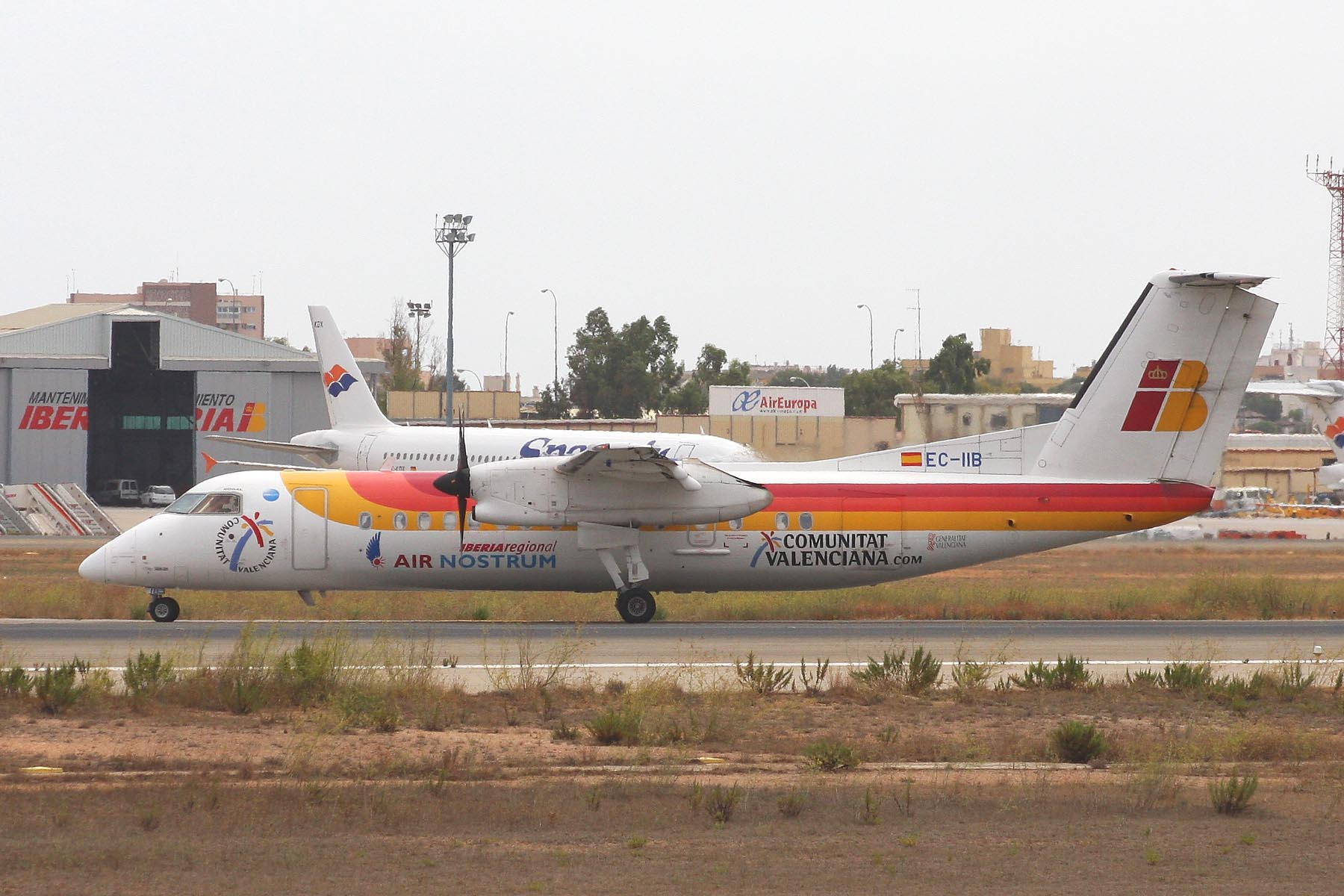
Air Nostrum Dash 8 conectaba Melilla con Málaga, Almería, Granada, Valencia y Madrid a comienzos del año 2000

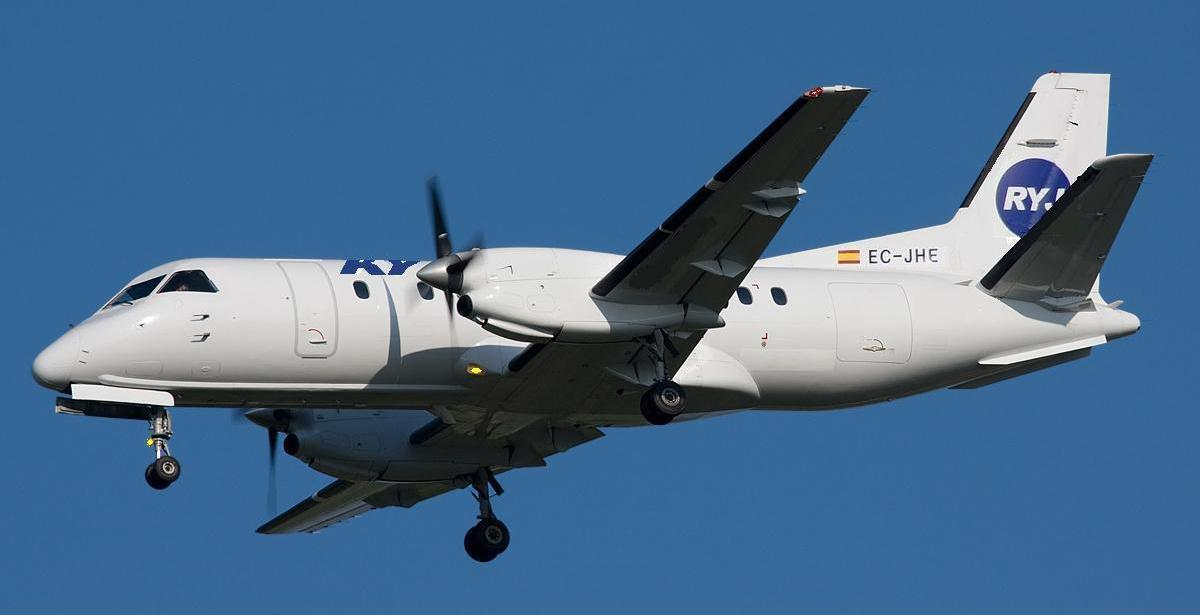
Ryjet Saab 340 hacía la ruta Málaga-Melilla en 2012

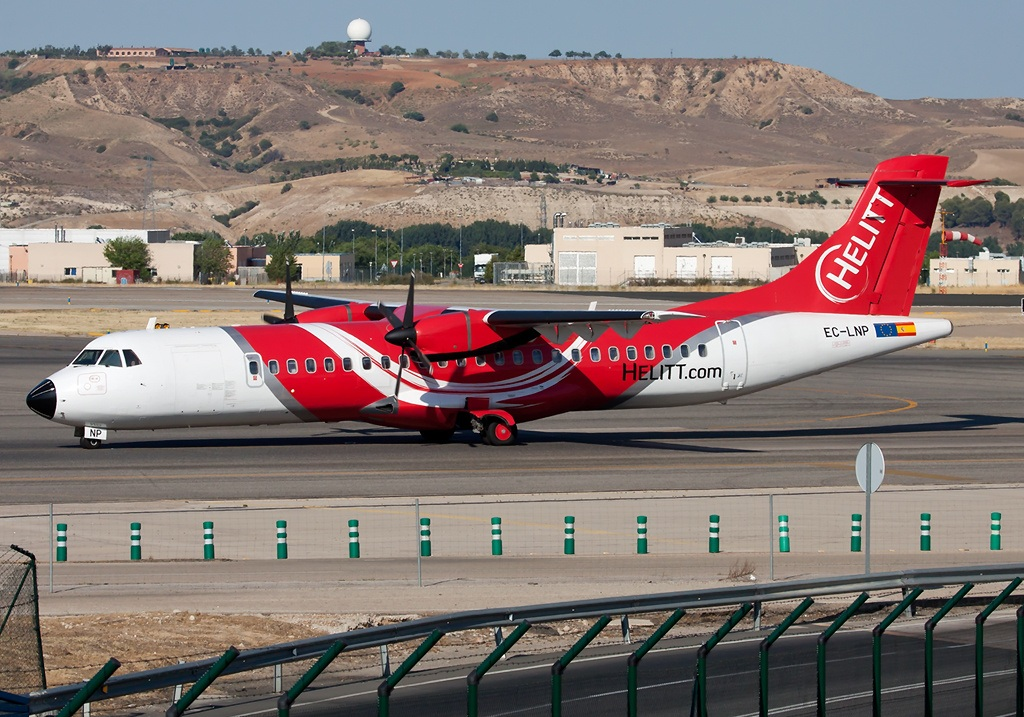
Helitt Líneas Aéreas ATR que conectaba Melilla con Málaga, Madrid y Barcelona en 2012

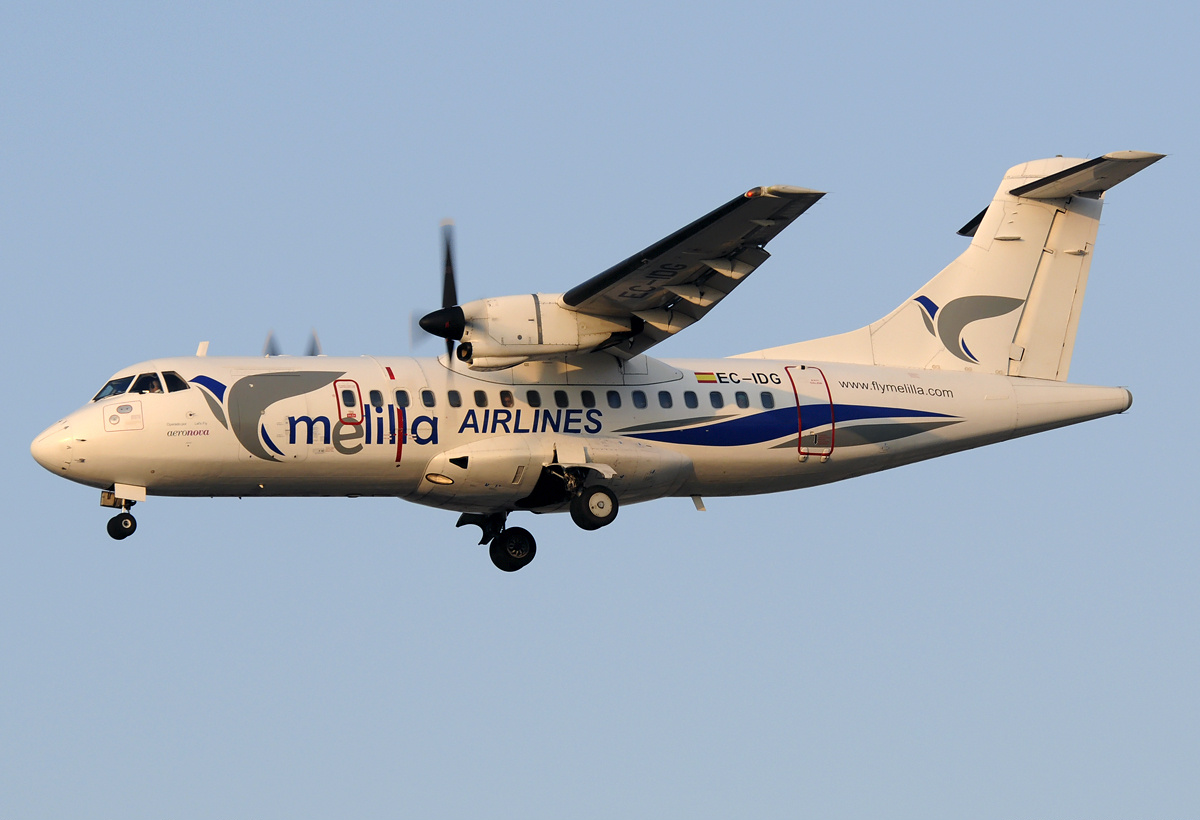
Avión de Melilla Airlines aterrizando en el aeropuerto. Hacía la ruta Málaga-Melilla en 2013

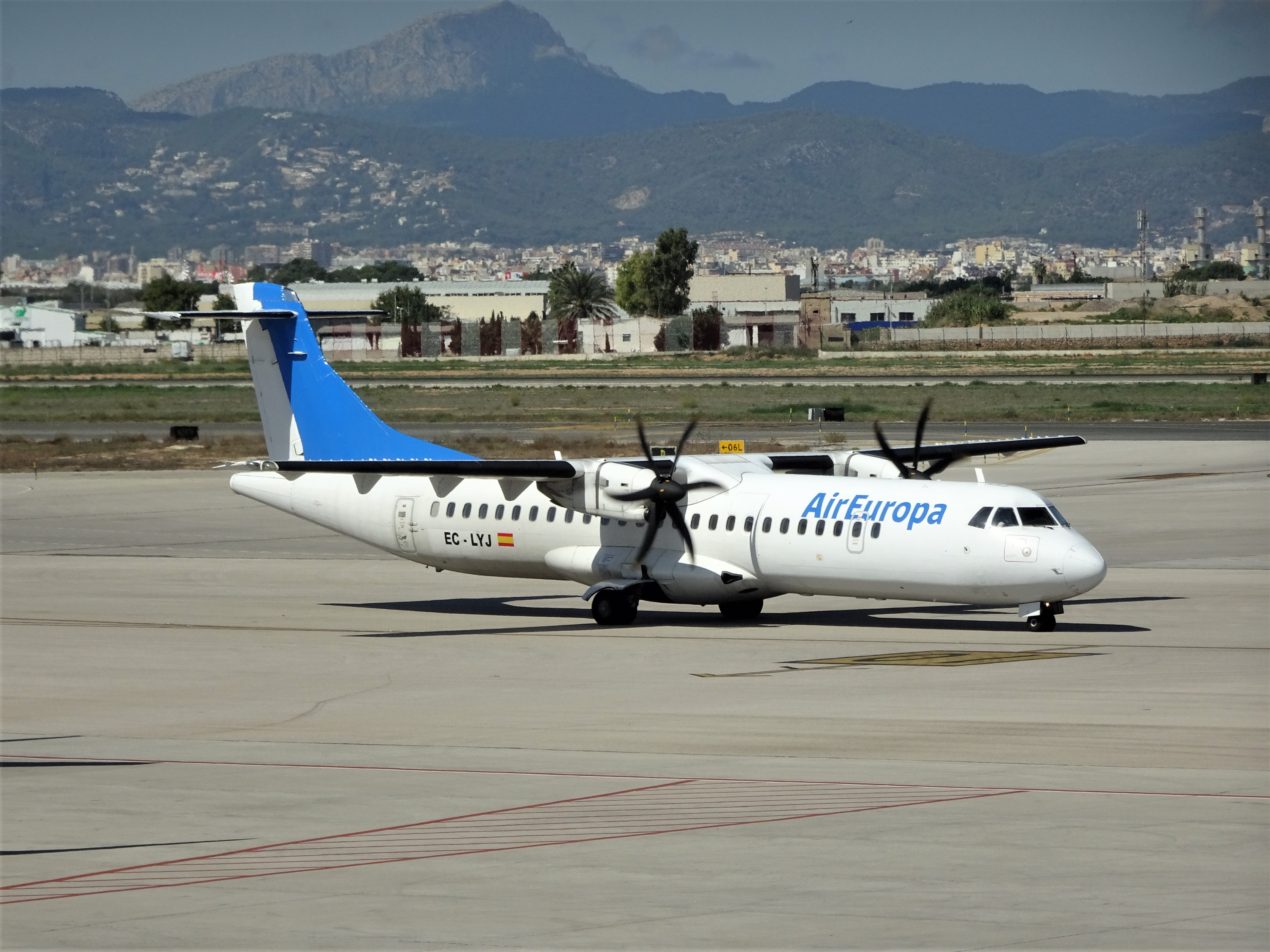
Air Europa ATR que hacía la ruta Málaga-Melilla en 2014

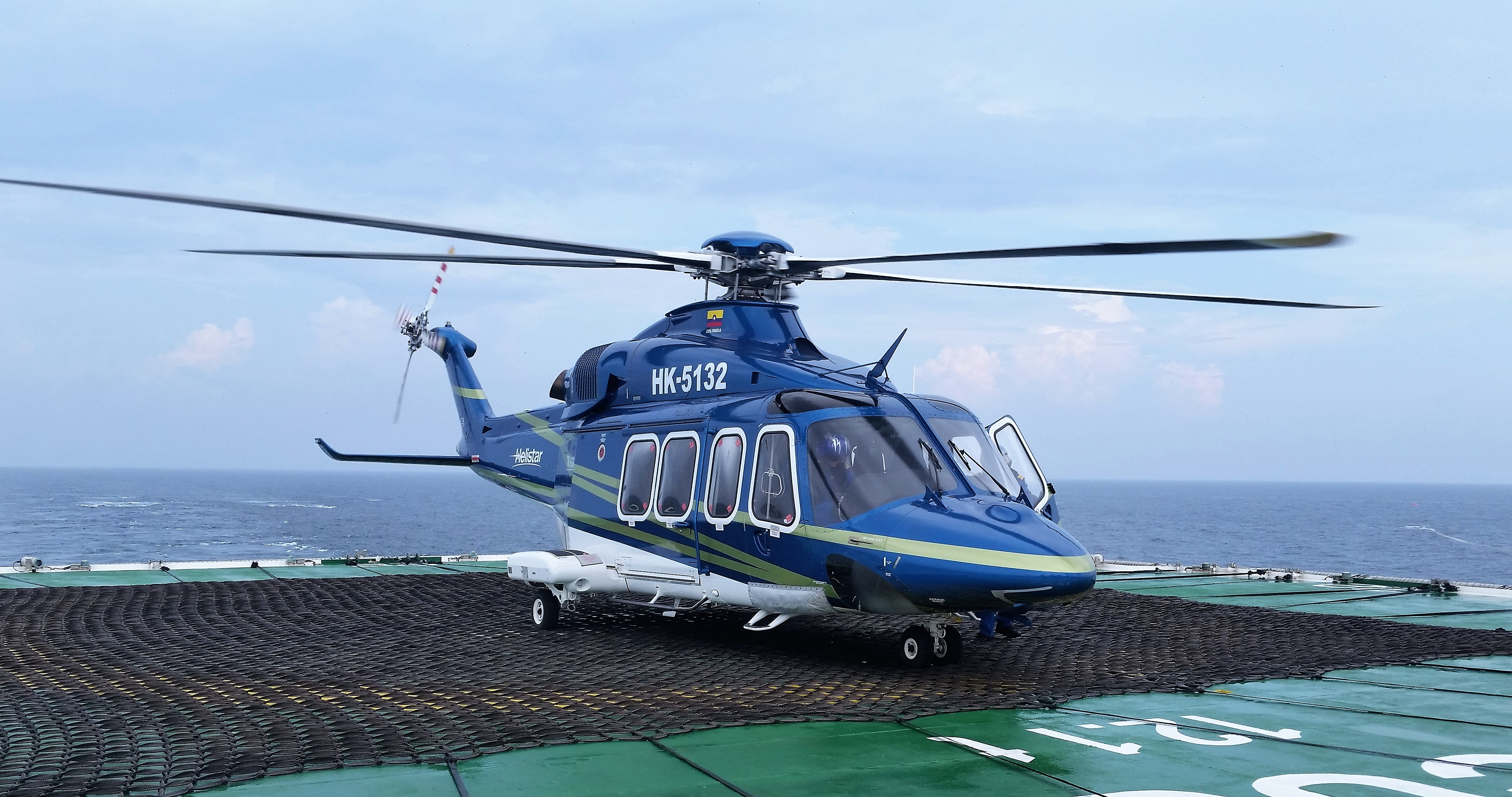
Hélity AgustaWestland AW139 que conectaba Ceuta y Melilla en 2019

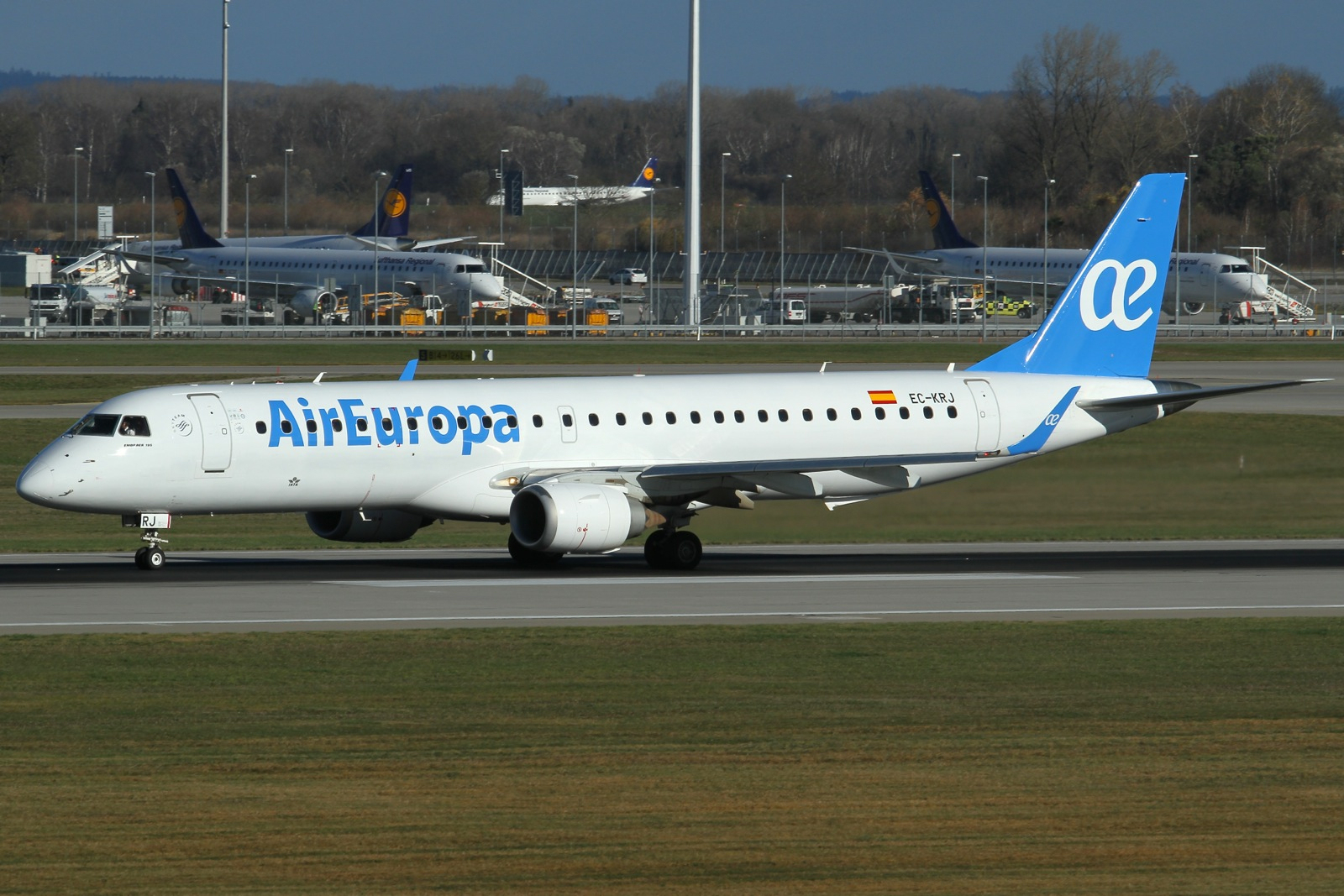
Embraer 195 avión con el que Air Europa volvería a Melilla por el cambio a categoría 3C

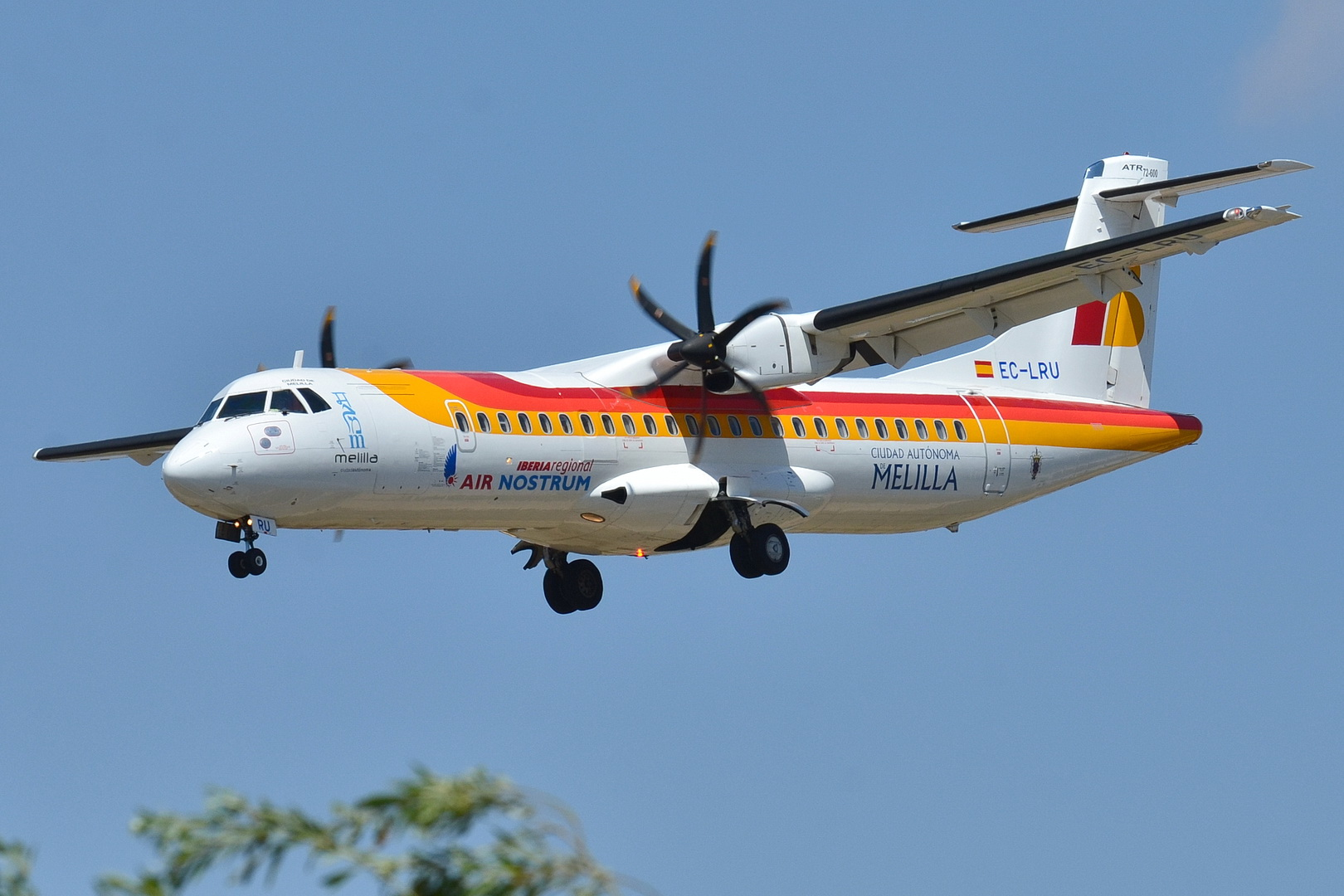
ATR 72-600 de Iberia Regional/Air Nostrum que, actualmente, conecta Melilla con Málaga, Madrid, Granada, Almería, Sevilla y Barcelona y estacionalmente con Palma de Mallorca y Gran Canaria

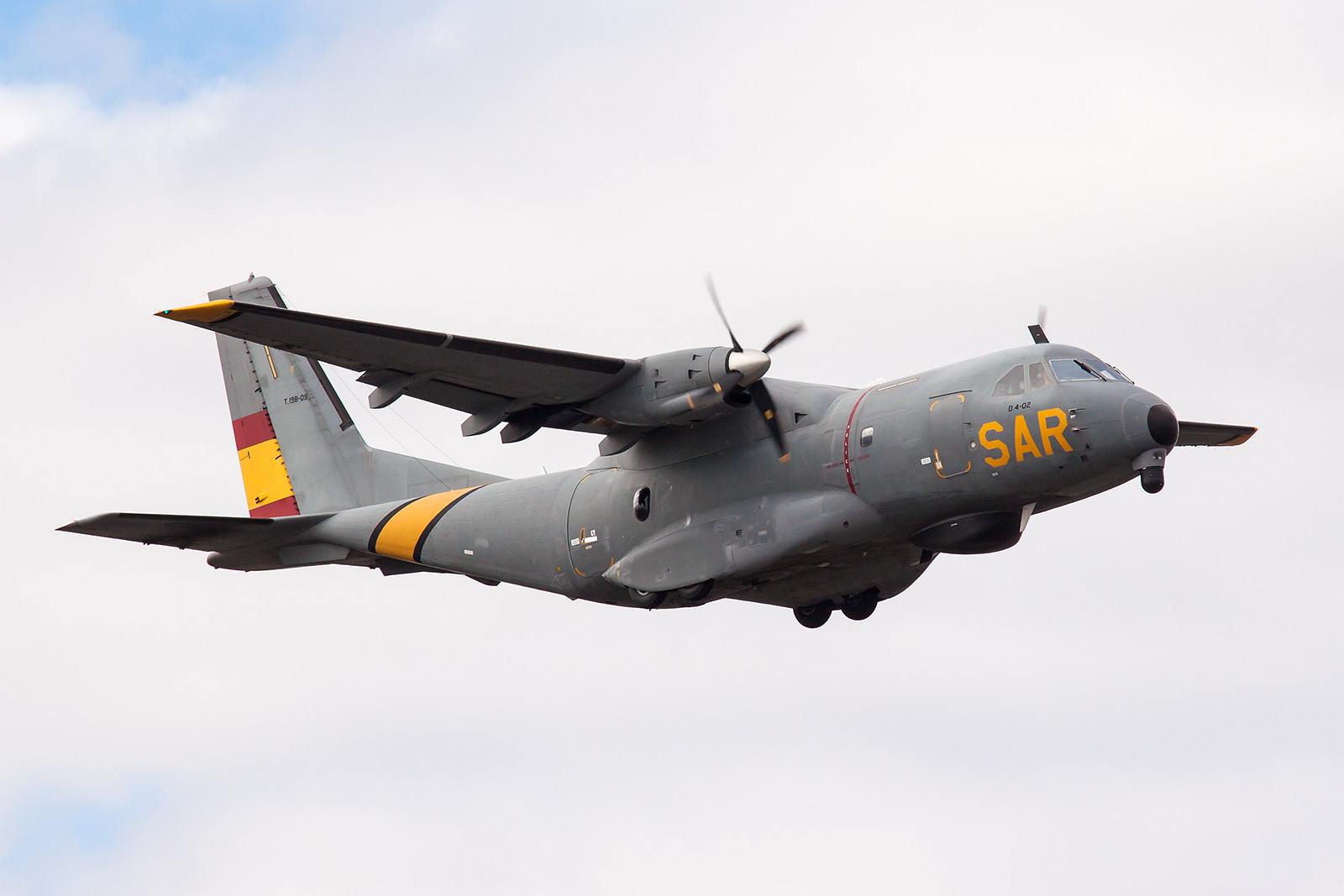
CASA CN235 del Ejercito del Aire

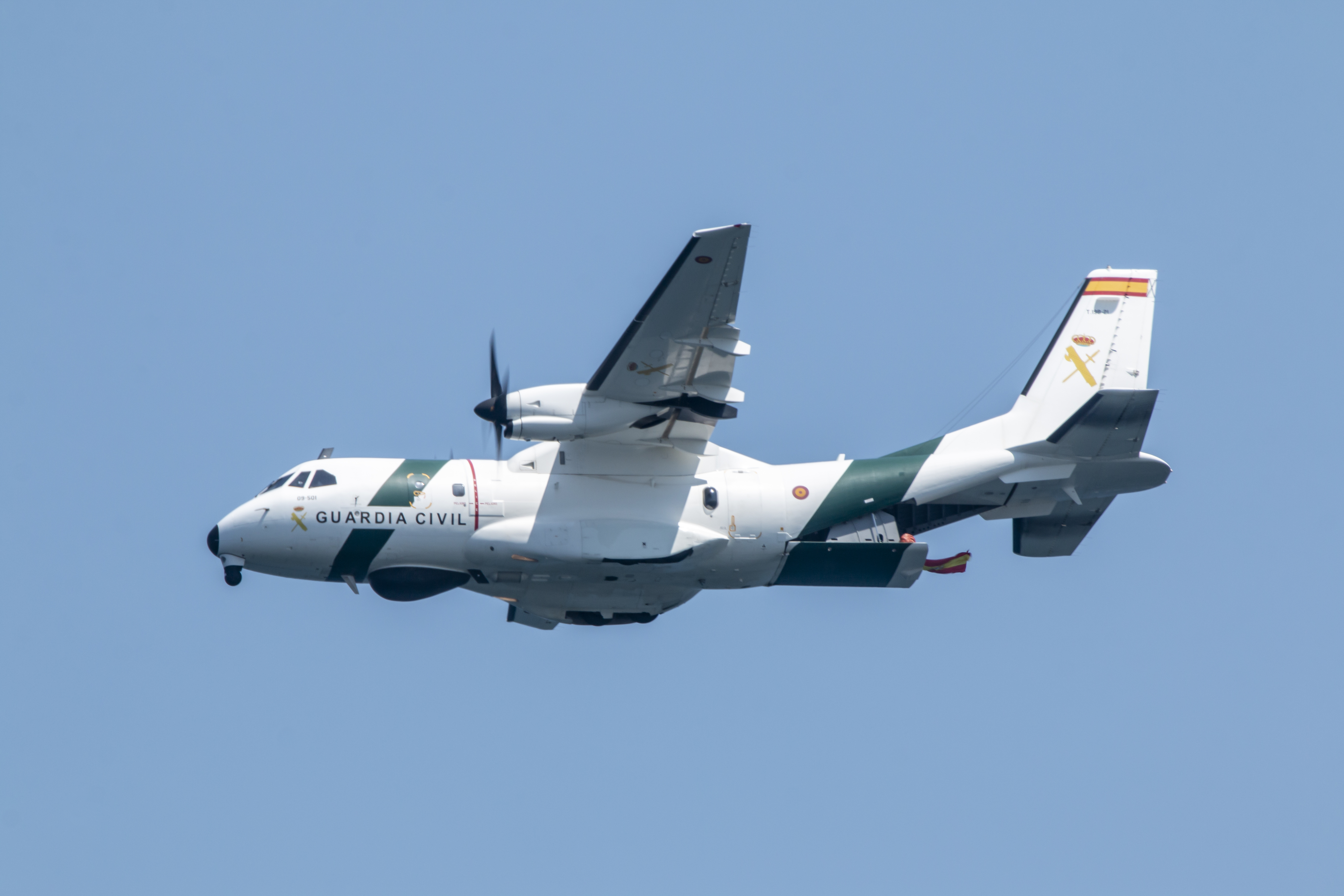
CASA CN235 de la Guardia Civil

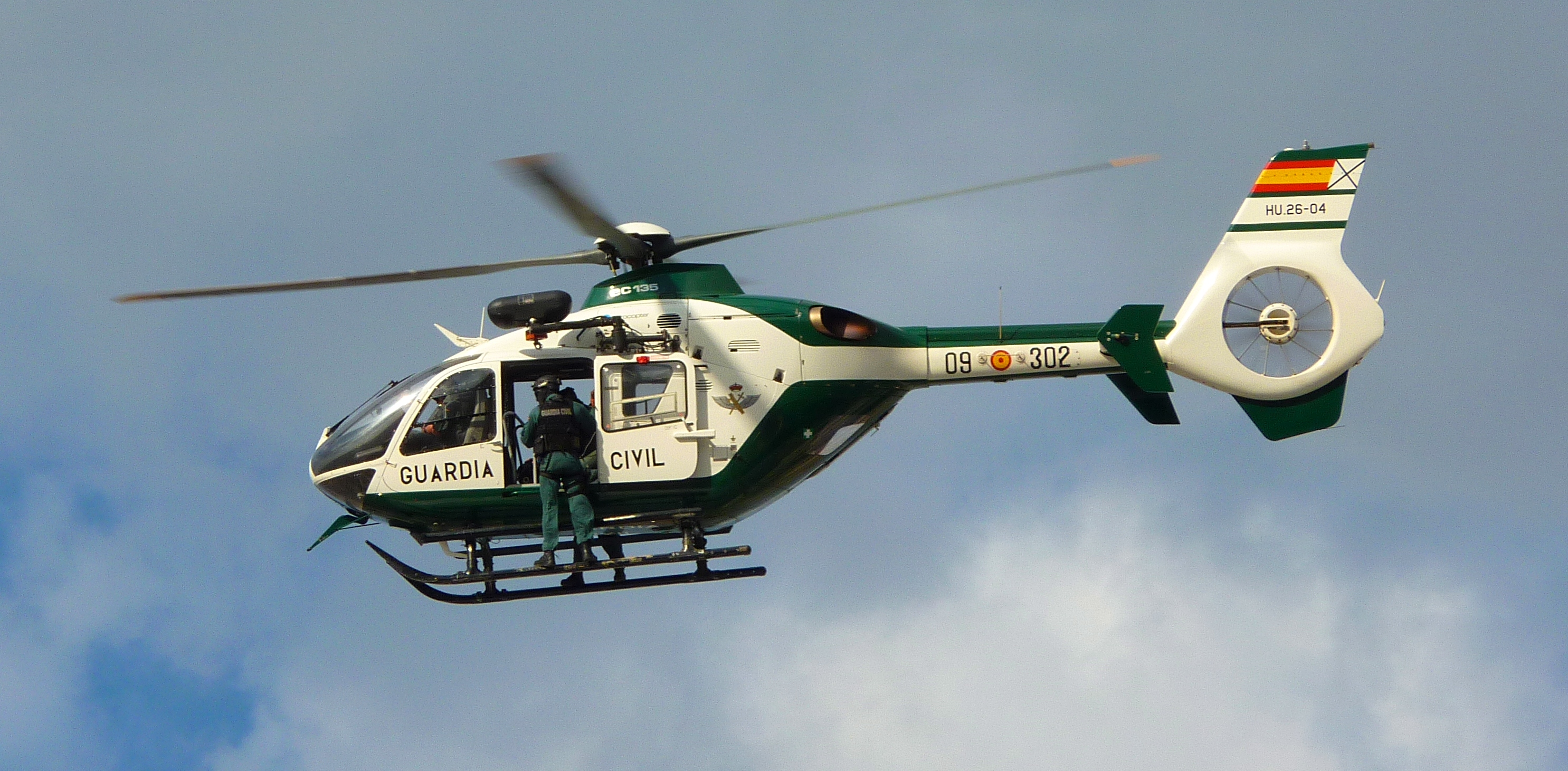
Eurocopter de la Guardia Civil

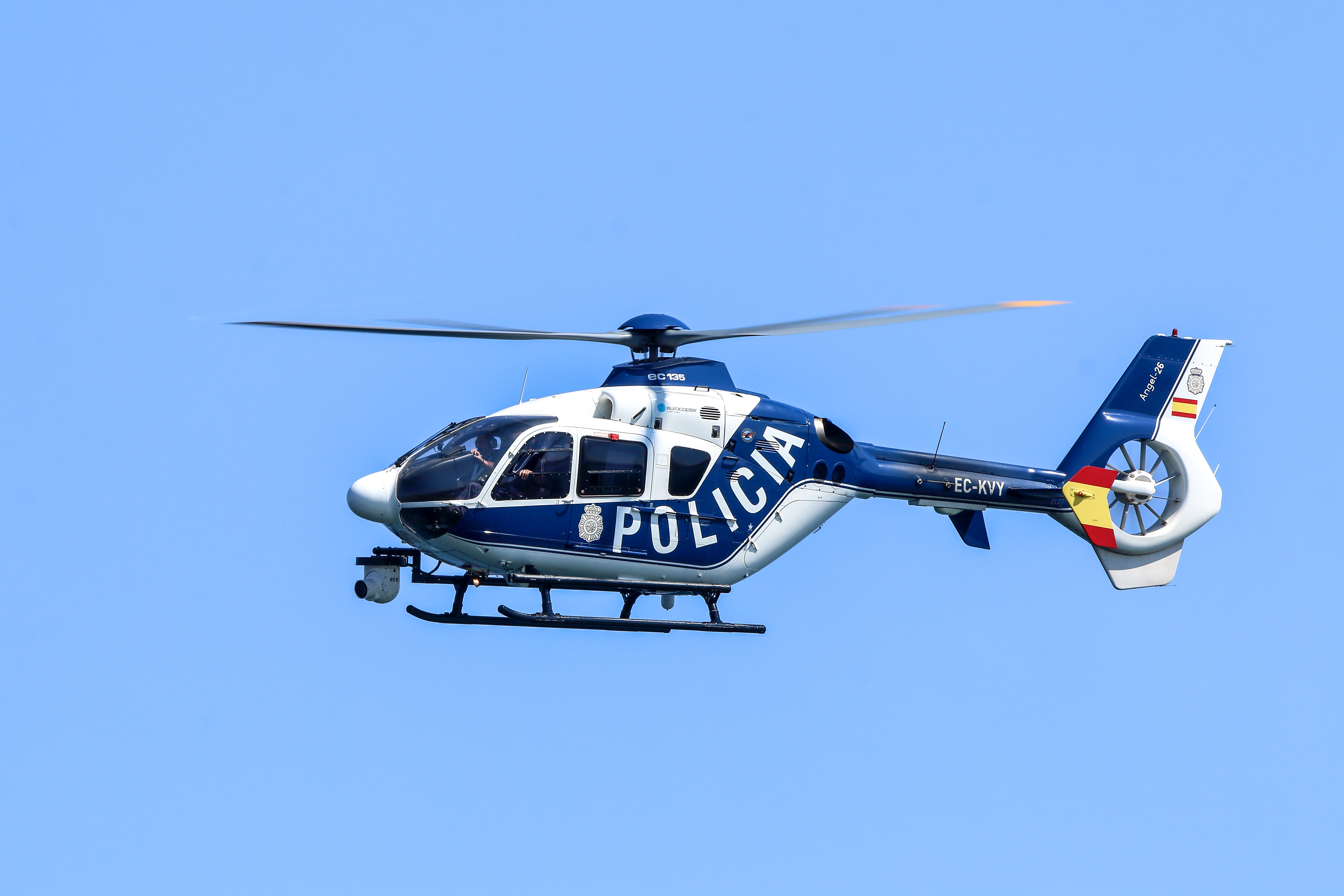
Eurocopter de la Policía Nacional

I 2001 förvärvade Air Nostrum definitivt Binter Mediterráneo och kvarstod därmed med monopolet på linjerna från Melilla:Málaga, Almería, Valencia och Madrid.
I februari 2005 slutfördes utbyggnadsarbetena av banan och gick därmed från 1 344 meter till 1 433 meter.
I början av 2009 utförde Air Europa tester med Embraer 195 i simulatorn LGW för att presentera dem för Civil Aviation för att erhålla motsvarande tillstånd, gjort maximala landningsviktsinflygningar, på båda banorna, i alla typer av väderförhållanden, med motorbortfall m.m. De testade också starter med olika klaffinställningar och vikter, och avbröt start. Det konstaterades att planet landade perfekt vid maximal landningsvikt och för att lyfta inhämtades tabeller från tekniska kontoret med högsta tillåtna vikter för varje destination. I fall som Madrid-Melilla måste antalet passagerare begränsas till 110. I Melilla-Madrid, Málaga-Melilla och Melilla-Malaga; det fanns ingen begränsning. Företaget kunde slutligen inte verka i Melilla eftersom klassificeringen av flygplatsen, category 2C, inte tillät driften av Embraer 195, category 3C.
I början av 2011 meddelade Airmel att de skulle starta verksamhet från Melilla med en ATR 42-300, men det startade aldrig sin verksamhet på grund av flygbolagets bristande engagemang för att fortsätta med det begynnande flygbolaget.
Den 21 november inledde 2011 Helitt Líneas Aéreas sin verksamhet med den första rutten Málaga-Melilla; en vecka senare började linjen Melilla-Barcelona att fungera och den 2 december, sträckan Melilla-Madrid, alla med dagliga flyg; som återigen bröt med monopolet för Air Nostrum i verksamheten från och med Melilla. Den 25 januari 2013 slutade det tillfälligt erbjuda kommersiella flygningar.
Samma år började Ryjet verksamhet med Málaga-Melilla, upphörde verksamheten i 2012.
I början av 2013 spreds rykten om att Air Europa ville operera från Melilla, denna gång med ett av sina ATR 72-500, rykten som inte blev verklighet.
Den 16 april inledde 2013 Melilla Airlines sin verksamhet med den inledande linjen Málaga-Melilla, som gjorde regionala flygningar med Malaga, månader senare med Badajoz Flygplats, även om förbindelserna med Badajoz gav inga resultat, ockupationen av vägen till Costa del Sol var bra. Ett och ett halvt år senare upphörde verksamheten.
Den 21 juli bekräftade 2014 Air Europa de tidigare ryktena, tog ett steg framåt och bestämde sig för att starta verksamheten med den inledande linjen Málaga-Melilla med en första flygning på ca. 90% beläggning.
I slutet av året 2016 meddelade Iberia att linjerna med Almería och Granada ställts in, ett faktum som förverkligades i början av januari 2017, eftersom det gjordes en anmärkningsvärd justering av dess nationella rutter i allmänhet och dess struktur som flygbolag.
Under hela året 2018 initieras, utarbetas och formaliseras förfarandena för, under påtryckningar från regeringen i den autonoma staden själv och dess medborgare, med tanke på den utbredda frustrationen och obehaget med att linjerna med Granada och Almería ställts in. Efter mer än tjugo år med dagliga och veckovisa flygningar, gör linjerna med Almería, Granada och Sevilla till en public service Obligation (OSP). Dessa uppgifter innebär återupptagandet av tjänsterna med Granada och Almería, och den nya tjänsten med Sevilla, som alla är planerade till slutet av 2018 och början av 2019.
Den 30 november inledde 2018 Hélity sin verksamhet med den inledande rutten Ceuta-Melilla med en första flygning av en AgustaWestland AW139. I januari  2020 avbryter linjen med Melilla. Anledningen är att Melilla rapporterade att helikopteroperationer på Melilla flygplats endast kunde utföras från soluppgång till solnedgång.
Bara ett år senare, den 30 november, tillkännagav 2019 Aena bytet av kategori från 2C till 3C i mars 2021. Sedan det talades om andra halvåret 2022. Då gavs det exakta datumet: 30 november 2022 och nu skjuter regeringsdelegaten upp det inom en period på högst två månader, vilket skulle sätta en ny gräns i mars i år. Flygplatsen ändras till kategori 3C den 23 februari 2023.
I januari 2022 avbryter Air Europa linjen med Melilla, anledningen är att den kommer att använda sin ATR 72 på Kanarieöarna. Bolaget har visat sitt intresse av att fortsätta koppla samman staden med halvön om flygplatsens klassificering ändras eller om banan byggs ut och större flygplan såsom Embraer 195 av dess flotta kan landa.
Melilla flygplats stängde 2022 som det mest trafikerade året i sin historia, 447 450 resenärer, på gränsen till dess kapacitetsgräns på 500 000 passagerare/år.
I början av 2023 föreslog det rumänska flygbolaget AirConnect en anslutningsplan för Melilla med Málaga, Madrid och andra europeiska städer som Porto, Lissabon och Faro.

## Tillägg
Från början var det en bana som var 730 meter lång och 45 meter bred.
Den 2004 avslutades utbyggnadsarbetena av banan och gick därmed från 1 344 meter till 1 428 meter. Banans nuvarande dimensioner begränsar verksamheten till ATR-modellen.
Melillas norra orografi innebär att tröskeln för bana 15 (norr) förskjuts med 235 meter, vilket resulterar i ett tillgängligt landningsavstånd på endast 1 198 meter. Som en notering bör noteras att söderut är landningsavståndet från Melilla större: 1 371m.
Med de nuvarande dimensionerna på Melilla flygplats (ENDAST FÖR ETT HUVUD), kan flygbolagen börja flyga med plan på mellan 110 -180 platser, såsom EMB195; Airbus 220; Airbus 318/319/320; Boeing 737. För den andra mycket straffad.
Den lokala orografin orsakar att tröskeln förskjuts av norr, vilket i hög grad straffar betalningsbelastningen (passagerare och bagage) och avståndet från vilket den skulle nås. Denna sista punkt är mycket viktig för att kunna nå centrala Europa, särskilt när det gäller startsträckor som deklarerats av båda cheferna.
Med byte av kategori till 3C och anpassning av inflygning till typ C kan företag operera med flygplan som A320 och Boeing737 med nuvarande mått i Melilla, men straffade, därför ÄR DET VIKTIGT ATT VIDGA BANAN med 270 m, mot SÖDER och ytterligare 350 m, användbar mot norr.
Med tillkomsten av fler operatörer och konkurrens i rutter och priser förbättras kvaliteten på passagen och det är ännu mer motiverat att om möjligt bygga ut banan.
Trots ökningen av passagerare och kraven på utbyggnad av banan eller anpassning till andra flygplansmodeller med större kapacitet har det inte genomförts av Aena, vilket gör det omöjligt för andra flygbolag att anlända eller nya rutter.

## Förslag till ny flygplats
Den lokala parten Coalición por Melilla har föreslagit byggandet av en ny internationell flygplats på land som återvinns från havet, bredvid hamnen i Melilla. Förslaget skulle innebära en kraftig ökning av stadens flygplatskapacitet, vilket skulle göra den till de facto flygets inland i den angränsande marockanska regionen. På samma sätt skulle det tillåta stadsanvändning av den nuvarande marken som ockuperas av flygplatsen. I kritik mot idén har det hävdats att både konstruktionen och förvaltningen av denna föreslagna flygplats skulle vara tekniskt mycket komplicerad. Förslaget har diskuterats i Spaniens senat tack vare stödet från Valencias parti Compromís och dess senator Carles Mulet.

## Infrastrukturer

### Terminal
Flygplatsterminal har totalt 6 incheckningsdiskar, 3 boardinggate och 2 bagageåtervinningskaruseller. Förutom ett säkerhets- och passkontrollrum och en turistinformationspunkt i ankomstområdet har man även ett supportkontor för passagerare, användare och kunder som har hand om att behandla passagerarförslag om tjänster och flygplatsanläggningar. Den har också Aena Aeropuertos ansökningsformulär.

### Tjänster
Förlorat bagage:
Air Nostrum ☎ Telefon: 901 111 342
Tjänster för familjer:
Barnkammare
Säkerhetsstyrkor:
Rikspoliskåren
Civilgardet
Flygplatsinformation:
Frågor och förslag
Biluthyrning:
OK Rent a Car ☎ Telefon: 902 360 636
Godisautomat:
Butiker och restauranger:
Flygplatsens cafeteria
Modis kaffe
Flygplatsbutik
Assistanstjänst utan hinder:
Träffpunkter kopplade till hjälptjänsten för personer med nedsatt rörlighet eller funktionsnedsättning.
Flygplats Wi-Fi-anslutning:
Flygplatsterminalen är utrustad med ett gratis WiFi-nätverk (de första 15 minuterna), och det finns ett premiumbetalningsalternativ för att förlänga den tiden när det passar användaren.

### Hjälpanläggningar
- Parkering:
  - P1 - Allmänt: 311 platser.

### Flygfält
- Kontrolltorn
- Landningsbana 15/33: 1 433 m
- Plattform: 6 parkeringsplatser.
- Helikopterplattform: 1 parkeringsplats
- Brandstation

## Flygplan

### Flygplan som används av varje flygbolag
- Air Nostrum: ATR 72-600

## Flygbolag och destinationer

### Flygbolag
För närvarande finns det bara ett flygbolag, Iberia Regional/Air Nostrum, som driver kommersiella passagerarflyg till Melilla flygplats.

### Destinationer
| Städer                       | Flygplatsnamn                          | Flygbolag                        | Flygplan   |         |
| Spanien                      | Spanien                                | Spanien                          | Spanien    | Spanien |
| ---------------------------- | -------------------------------------- | -------------------------------- | ---------- | ------- |
| Andalusien Almería           | Almerías flygplats                     | ESP Air Nostrum                  | ATR 72-600 |         |
| Katalonien Barcelona         | Barcelona-El Prats flygplats           | ESP Air Nostrum                  | ATR 72-600 |         |
| Andalusien Granada           | Federico García Lorca flygplats        | ESP Air Nostrum                  | ATR 72-600 |         |
| Kanarieöarna Gran Canaria    | Gran Canaria flygplats                 | ESP Air Nostrum (säsongsbetonad) | ATR 72-600 |         |
| Madrid                       | Adolfo Suárez Madrid-Barajas flygplats | ESP Air Nostrum                  | ATR 72-600 |         |
| Andalusien Málaga            | Málaga-Costa del Sols flygplats        | ESP Air Nostrum                  | ATR 72-600 |         |
| Balearerna Palma de Mallorca | Palma de Mallorca flygplats            | ESP Air Nostrum (säsongsbetonad) | ATR 72-600 |         |
| Andalusien Sevilla           | Sevillas flygplats                     | ESP Air Nostrum                  | ATR 72-600 |         |

Det bör noteras att trots att det ligger mycket nära gränsen till ett annat land har civila, kommersiella eller militära flygningar aldrig gjorts från Melilla till Marocko eller vice versa. Det kan också noteras att utländska linjer aldrig har trafikerat flygplatsen.

### De viktigaste nationella destinationerna (2022)
| 1                             | Andalusien, Málaga            | 218 376 | ▲ 14,8  |
| 2                             | Madrid, Madrid                | 117 635 | ▲ 72,5  |
| 3                             | Andalusien, Granada           | 40 932  | ▲ 54,6  |
| 4                             | Andalusien, Almería           | 39 189  | ▲ 50,5  |
| 5                             | Andalusien, Sevilla           | 20 191  | ▲ 32,4  |
| 6                             | Katalonien, Barcelona         | 7 176   | ▲ 414,0 |
| 7                             | Kanarieöarna, Gran Canaria    | 2 328   | ▼ 30,7  |
| 8                             | Balearerna, Palma de Mallorca | 1 514   | ▲13,4   |
| Källa: Melilla Airport, AENA. |                               |         |         |

## Militär användning
Melilla flygplats används ofta av spanska flygvapnet som en avgångs- och ankomstflygplats för soldater som tilldelats uppdrag som utförs av spanska armén utomlands.

## Navigering
Flygplatsen erbjuder följande navigeringshjälpmedel: VOR – DME – NDB
PAPI-ljus är tillgängliga för vändtelandningar 33

## Statistik
Sökfråga på wikidata efter rådata.
Antal passagerare, operationer och last sedan år 2000:
| År                     | Passagerare | Operationer | Load(t) |
| ---------------------- | ----------- | ----------- | ------- |
| 2000                   | 263,751     | 8,916       | 650     |
| 2001                   | 229 806     | 8,707       | 587     |
| 2002                   | 211 966     | 8 013       | 546     |
| 2003                   | 223,437     | 9 017       | 479     |
| 2004                   | 245,102     | 9 098       | 387     |
| 2005                   | 271,589     | 9,296       | 323     |
| 2006                   | 313,543     | 10 696      | 431     |
| 2007                   | 339,244     | 11 146      | 434     |
| 2008                   | 314,643     | 10 959      | 386     |
| 2009                   | 293,695     | 9,245       | 350     |
| 2010                   | 292,608     | 8,935       | 340     |
| 2011                   | 286,701     | 9,119       | 265     |
| 2012                   | 315 850     | 9,922       | 235     |
| 2013                   | 289,551     | 7,893       | 164     |
| 2014                   | 319 603     | 8,873       | 136     |
| 2015                   | 317,806     | 8,409       | 136     |
| 2016                   | 330,116     | 8,535       | 141     |
| 2017                   | 324,366     | 7 956       | 134     |
| 2018                   | 348,121     | 8 085       | 127     |
| 2019                   | 434,660     | 9,768       | 134     |
| 2020                   | 195,636     | 5.158       | 32      |
| 2021                   | 332,446     | 7,828       | 9       |
| 2022                   | 447 450     | 9,772       | 22      |
| Källa: Aena Statistics |             |             |         |

Under 2019 slogs ett totalt passagerarrekord (434 660). Det nuvarande rekordet är från 2022 med 447 450 passagerare (nästan flygplatsens gräns på 500 000).

## Tillgång och kollektivtrafik

### Bil
vägtillfarten görs från den ML-204, från stadens centrum, som också ansluter till ringvägen ML-300.

### Taxi
Det finns en taxistation nära ankomsthallen. Taxibilar tar endast 4 personer per bil. Priset varierar beroende på rutten och tiden för resan, det här är några exempel:
Till National Parador, €7
Till centrum, €6,5
Till stränderna, €6
Lördagar och söndagar 1 € extra varje väg.

### Melilla VTC
Melilla flygplats har också en VTC-tjänst som är verksam i staden.

## Flygplansolyckor och tillbud
- I 1944 nödlandar ett Ju-52-plan från Iberia på en slätt i Cabo de Tres Forcas. Lyckligtvis fanns det inga personliga olyckor att beklaga. Som en kuriosa användes flygkroppen på nämnda plan som en tron för Virgen de la Esperanza (Málaga).
- Den 6 mars 1980 kraschar en Spantax de Havilland Canada DHC-7 när han försöker landa på flygplatsen. Lyckligtvis fanns det inga personliga olyckor att beklaga.
- Den 20 november 1984 måste ett litet plan från National School of Aeronautics i Salamanca nödlanda i Alboransjön, efter att ha lyft från Melilla. Lyckligtvis fanns det inga personliga olyckor att beklaga.
- Den 25 september av 1998 kraschade PauknAir Flight 4101 in i ett berg vid Cape Three Forks när han försökte landa på flygplatsen. 38 personer dog vars begravning deltog av fru Elena de Borbón och herr Jaime de Marichalar, förutom stadens alla sociala och politiska institutioner.
- Den 29 augusti 2001 lyfte Binter Mediterráneo Flight 8261 tidigt på morgonen från Melilla till Málaga, där, nära flygplatsen, kollapsar på en väg nära den. 3 passagerare (två spanska och en fransk) och piloten dog.
- Den 17 januari 2003 sladdade en Air Nostrum Fokker 50 av banan vid landning. Lyckligtvis finns det ingen anledning att ångra personliga olyckor.
- Den 28 december av 2010 drabbades ett passagerarplan från Iberia som flög sträckan Almería-Melilla av ett fel i uppstigningsmotorn som orsakade flera smällare och en bloss. Planet återvände till Almerías flygplats utan att ångra personliga olyckor, och faktumet undersöktes av Air Nostrum och fastställde att det var ett tekniskt fel.